# Arend Nordin
Arend Vilhelm Nordin, född den 12 december 1914 i Stockholm, död den 5 juli 2003 i Västerljungs församling, Södermanlands län, var en svensk jurist. 
Nordin, som var son till John Nordin och Hildur Versteegh, avlade studentexamen 1933 och juris kandidatexamen vid Uppsala universitet 1938. Han genomförde tingstjänstgöring i Hedemora domsaga 1938–1941. Nordin var  fiskal i Svea hovrätt 1941 och 1946–1947, tingssekreterare i Nedansiljans domsaga 1942–1945, assessor i Svea hovrätt 1948, hovrättsråd  där 1957 och 1961–1971, revisionssekreterare 1958–1961, lagman i Sollentuna och Färentuna tingsrätt 1971–1976 och i Sollentuna tingsrätt 1977–1980. Han tjänstgjorde i Söderbygdens vattendomstol 1945–1946 och 1948–1957. Nordin blev riddare av Nordstjärneorden 1956 och kommendör av samma orden 1970.